# Демченко, Георгий Александрович
Демченко Георгий Александрович (2 августа 1959, Баку — 16 мая 1983, Кунар) — Герой Советского Союза, лейтенант, командир 2-го взвода 7-й мотострелковой роты 3-го «Асадабадского» батальона 66-й Отдельной Краснознамённой ордена Ленина Выборгской мотострелковой бригады в составе 40-й армии Туркестанского военного округа — Ограниченный контингент советских войск в Афганистане.

## Биография
Родился 2 августа 1959 года в столице Азербайджана городе Баку. Русский. В 1976 году окончил среднюю школу № 46 в городе Грозный. Работал электромонтёром в строительно-монтажном управлении.
В Советскую армию призван в октябре 1977 года Октябрьским райвоенкоматом города Грозного Чечено-Ингушской АССР. В мае 1978 года Георгий Демченко был направлен на учёбу в Орджоникидзевское высшее общевойсковое командное дважды Краснознамённое училище имени Маршала Советского Союза А. И. Ерёменко, которое окончил в 1982 году. Служил в Краснознамённом Туркестанском военном округе.
С 1983 года командир взвода 66-й отдельной мотострелковой бригады комсомолец лейтенант Демченко — в составе ограниченного контингента советских войск в Афганистане.
Из наградного листа о присвоении звания Герой Советского Союза:
16 мая 1983 года, при выполнении боевого задания в ущелье Ганджал провинции Кунар, взвод, которым командовал лейтенант Георгий Демченко, был окружён. Начался неравный бой. Около семидесяти боевиков были уничтожены взводом лейтенанта Демченко. Последнего тяжело раненного бойца командир взвода отнёс в расщелину, а сам стрелял до последнего патрона. Бандитам так и не удалось взять в плен советского офицера: он подорвал себя и врагов последней оставшейся гранатой…
Указом Президиума Верховного Совета СССР от 15 ноября 1983 года за мужество и героизм, проявленные при оказании интернациональной помощи Демократической Республике Афганистан, лейтенанту Демченко Георгию Александровичу присвоено звание Героя Советского Союза (посмертно).
Был похоронен в городе Грозном. В 2007 году по просьбе родных останки Героя перезахоронили в Волгограде на Новом Ворошиловском кладбище.

## Награды
- Медаль «Золотая Звезда»;
- орден Ленина.

## Память

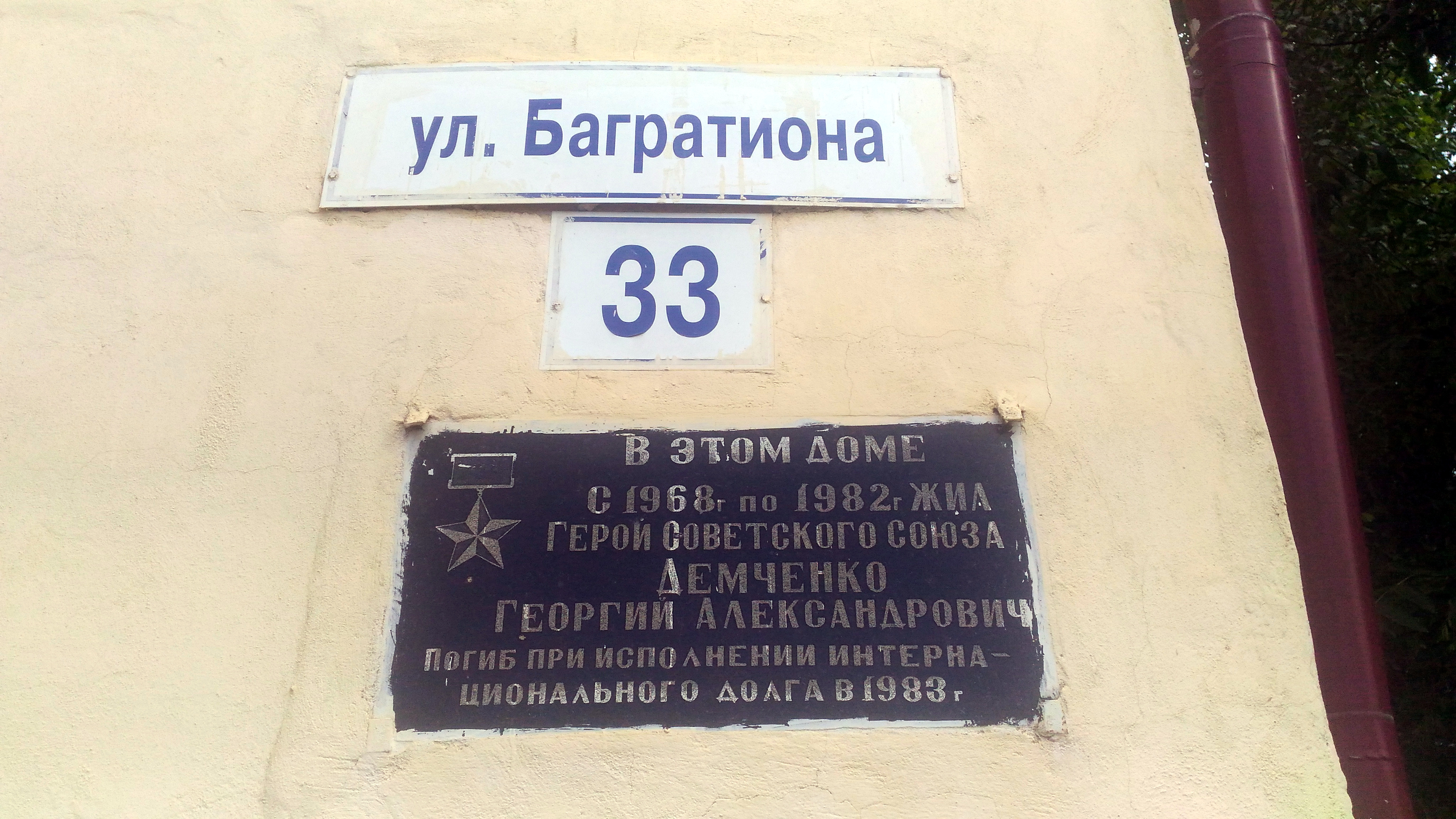
Мемориальная доска на доме в Грозном, в котором жил Георгий Демченко

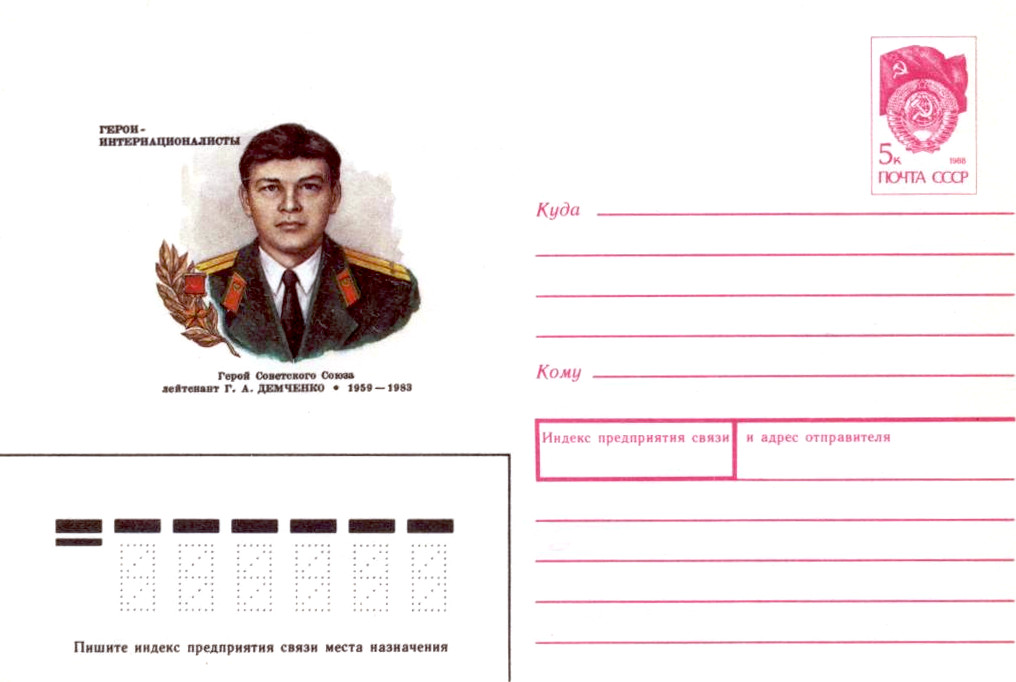
Художественный маркированный конверт СССР 1990 года.

- В Грозном на здании школы № 46, в которой он учился, и на доме[2], в котором он жил, были установлены мемориальные доски.
- 25 апреля 1985 года бывшая улица Аргунская в Грозном была переименована в честь Георгия Демченко[2].
- В 1990 году был выпущен художественный маркированный конверт с портретом Демченко[3].
- Именем Героя названа одна из улиц микрорайона № 201 города-героя Волгограда, расположенного в посёлке Тулака.
- 16 мая 2008 года в Волгограде на могиле Демченко установлен монумент.